# Tiesj Benoot
Tiesj Benoot (født 11. marts 1994 i Gent) er en professionel belgisk cykelrytter. Han cykler for UCI World Tour-holdet Team Visma | Lease a Bike. Han har været professionel cykelrytter siden 2015, og i hans første sæson som professionel cykelrytter markerede han sig i flere store løb.

## Meritter
2012
1. etape, Keizer der Juniores
2013
2. etape, Vuelta a la Comunidad de Madrid U23
2014
3. plads, Flandern Rundt U23
2015
2. plads samlet, Belgien Rundt
5. plads, Flandern Rundt
2016
Ungdomskonkurrencen, Volta ao Algarve
2017
Ungdomskonkurrencen, Volta ao Algarve
2018
Strade Bianche
2019
1. etape, PostNord Danmark Rundt
2020
6. etape, Paris-Nice
2023
Kuurne-Bruxelles-Kuurne